# Rotonda (Florida)
Rotonda es un lugar designado por el censo ubicado en el condado de Charlotte en el estado estadounidense de Florida. En el Censo de 2010 tenía una población de 8.759 habitantes y una densidad poblacional de 293,18 personas por km².

## Geografía
Rotonda se encuentra ubicado en las coordenadas 26°52′56″N 82°16′54″O / 26.88222, -82.28167. Según la Oficina del Censo de los Estados Unidos, Rotonda tiene una superficie total de 29.88 km², de la cual 27.57 km² corresponden a tierra firme y (7.73%) 2.31 km² es agua.

## Demografía
Según el censo de 2010, había 8.759 personas residiendo en Rotonda. La densidad de población era de 293,18 hab./km². De los 8.759 habitantes, Rotonda estaba compuesto por el 97.34% blancos, el 1.02% eran afroamericanos, el 0.1% eran amerindios, el 0.71% eran asiáticos, el 0% eran isleños del Pacífico, el 0.29% eran de otras razas y el 0.55% pertenecían a dos o más razas. Del total de la población el 1.92% eran hispanos o latinos de cualquier raza.